# Akkatjärnen (Arvidsjaurs socken, Lappland)
Akkatjärnen (umesamiska Áhkájávrátje) är en sjö i Arvidsjaurs kommun i Lappland och ingår i Byskeälvens huvudavrinningsområde. Sjön har en area på 0,0745 kvadratkilometer och ligger 392,4 meter över havet.

## Delavrinningsområde
Akkatjärnen ingår i det delavrinningsområde (728975-165514) som SMHI kallar för Ovan 728856-165755. Medelhöjden är 409 meter över havet och ytan är 10,64 kvadratkilometer. Det finns ett avrinningsområde uppströms, och räknas det in blir den ackumulerade arean 23,07 kvadratkilometer. Dyrasbäcken som avvattnar avrinningsområdet har biflödesordning 4, vilket innebär att vattnet flödar genom totalt 4 vattendrag innan det når havet efter 156 kilometer. Avrinningsområdet består mestadels av skog (66 procent) och sankmarker (32 procent). Avrinningsområdet har 0,08 kvadratkilometer vattenytor vilket ger det en sjöprocent på 0,7 procent.